# 1524 en science
| Années de la science : 1521 - 1522 - 1523 - 1524 - 1525 - 1526 - 1527    |
| Décennies de la science : 1490 - 1500 - 1510 - 1520 - 1530 - 1540 - 1550 |

Cet article présente les faits marquants de l'année 1524 en science.

## Événements

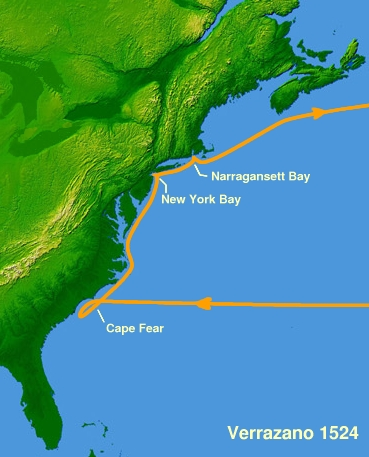
Voyage de Verrazano en 1524.

- 17 janvier - 8 juillet : parti de Madère le 17 janvier, l’explorateur florentin Giovanni da Verrazano, voyageant pour le compte de François Ier et pour des armateurs de Dieppe, explore la côte de l’Amérique du Nord du cap Fear, en Caroline du Nord (7 mars) à l’île du Cap-Breton, en Nouvelle-Écosse. Il découvre la baie de New York et l'embouchure du fleuve Hudson, puis rentre à Dieppe le [1]. Il pressent que l’Amérique du Nord constitue un continent.

## Publications
- Petrus Apianus : Liber Cosmographicus, Landshut 1524. Il désigne l'Amérique comme la quatrième partie du monde[2].

## Naissances
- 7 septembre : Thomas Erastus (mort en 1583), médecin et théologien suisse.

- Andrea Bacci (mort en 1600), philosophe, médecin et écrivain italien.
- Jacques Charpentier (mort en 1574), docteur en philosophie et en médecine français.
- Vers 1524 : Gaspard Tronchay, médecin et écrivain français.

## Décès

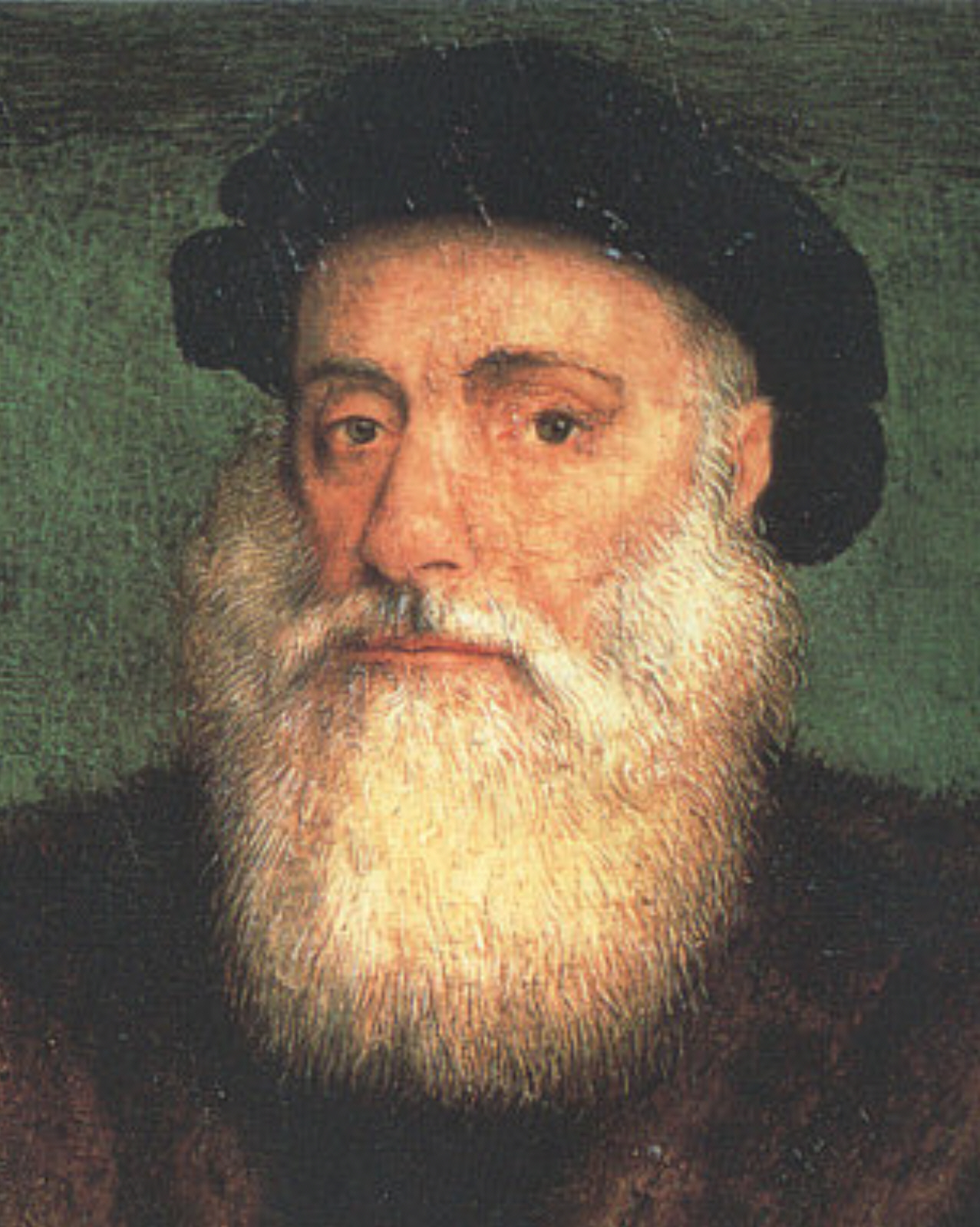
Portrait de Vasco de Gama par Gregório Lopes.

- 20 décembre : Thomas Linacre (né vers 1460), médecin et humaniste anglais.
- 24 décembre : Vasco de Gama (né vers 1469), navigateur portugais.

- Nicolas Léonicène (né en 1428), médecin et humaniste italien.
- Cristóbal de Olid (né vers 1483), conquistador espagnol.